# Sclerodermus wilsoni
Sclerodermus wilsoni (лат.) — вид мелких ос рода Sclerodermus из семейства Bethylidae. Назван в честь мирмеколога Эдварда Уилсона, собравшего типовую серию.

## Распространение
Южная Америка: Куба (Pinar de Rio , Las Acostas).

## Описание
Мелкие осы длиной около 3 мм. От близких видов отличаются следующими признаками: наличник очень короткий и слегка вогнутый, его вершинный край медиально загнут вверх при виде спереди. Усики толстые, педицель длинный, членики жгутика шире своей длины, кроме последнего. Глаз с редкими короткими щетинками. Лоб почти полированный, пунктировка редкая и незаметная. Темя едва загнуто наружу. Бока головы субпараллельны. Среднеспинка в 1,1 раза шире своей длины. Метапектально-проподеальный диск почти квадратный, бока субпараллельны, основание лишь слегка перетянуто, без срединного и заднего килей. Микроптерные, крылья значительно короче тегулы. Брюшко толстое, его длина составляет 0,56 длины тела, вершинный край IV—VI стернитов заметно двувыемчатый.
Самки имеют жало, оцеллии отсутствуют. У самцов есть крылья. Основная окраска тела коричневая, внешне похожи на муравьёв. Глаза расположены в передней части головы у переднего края. Усики 11-члениковые. Максиллярные щупики 5-члениковые, лабиальные из 3 члеников, мандибулы с 2 апикальными зубцами.

## Систематика
Вид был впервые описан в 1964 году американским энтомологом Говардом Эвансом (1919 – 2002). Относится к роду Sclerodermus и трибе Sclerodermini, которую ранее включали в подсемейство Epyrinae (в широком таксономическом объёме), а с 2013 года (Alencar & Azevedo, 2013) выделяют в самостоятельное подсемейство Scleroderminae.